# Drymea

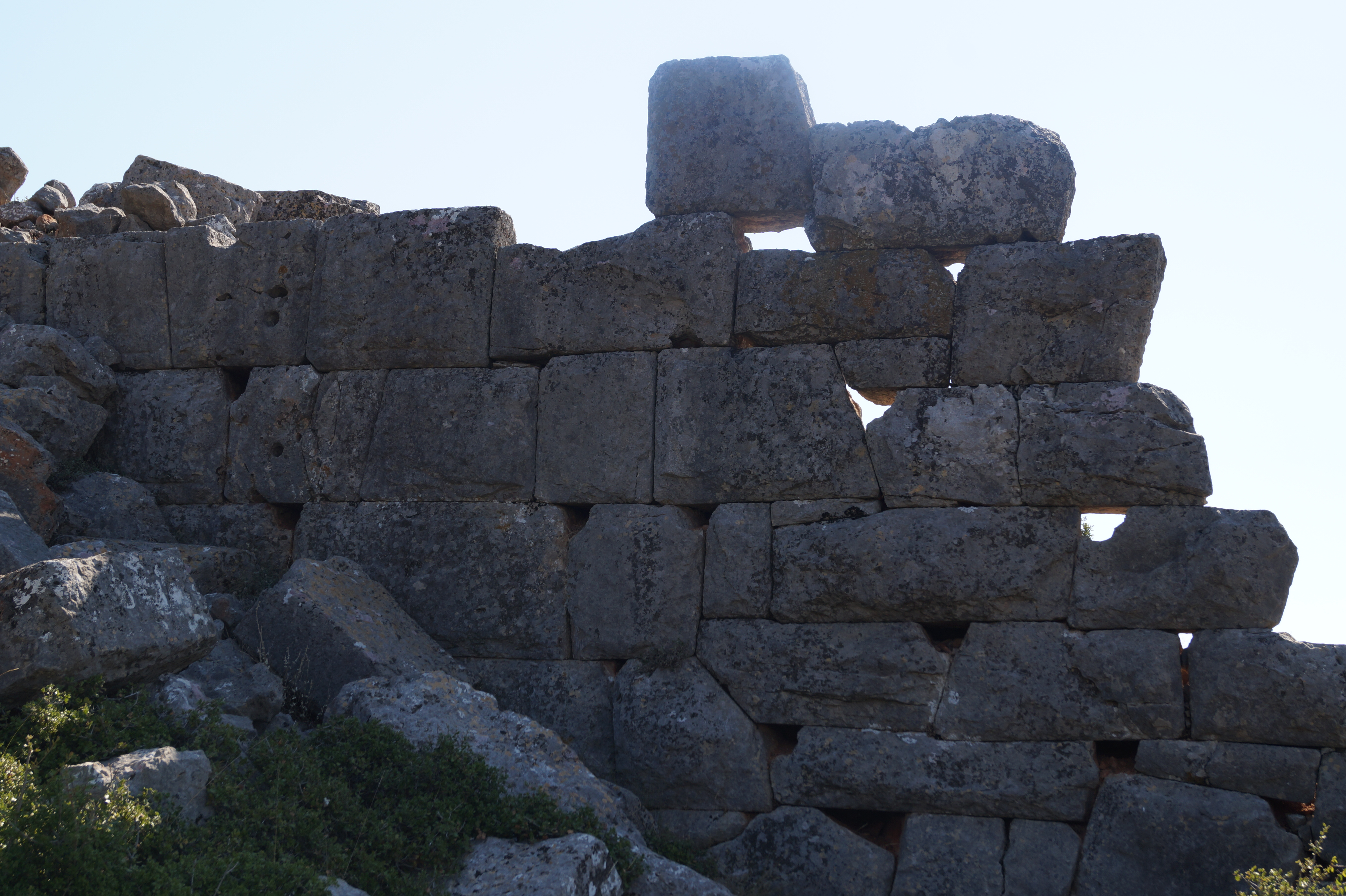
Antike Stadt Drymaia, Abschnitt der Westmauer

Drymea (griechisch Δρυμαία (f. sg.)) ist eine Ortsgemeinschaft im Gemeindebezirk Amfiklia der Gemeinde Amfiklia-Elatia im mittelgriechischenen Regionalbezirk Fthiotida. Der Ort liegt an den südlichen Ausläufern des Kallidromo-Gebirges zum Kefisostal. Anfang des 20. Jahrhunderts hieß der Ort noch Glounitsa (Γλούνιτσα), wurde aber am 16. Juni 1915 nach dem antiken Ort Drymaia, der etwa 1,5 km westlich des Ortes lag, umbenannt.